# John Minton
Pour les articles homonymes, voir Minton.
Francis John Minton, né le 25 décembre 1917 à Great Shelford (Cambridgeshire) et mort le 20 janvier 1957 à Londres (Angleterre), est un artiste peintre, illustrateur, scénographe et enseignant britannique.

## Biographie
Après des études en France, il est professeur à Londres, tout en maintenant une production importante d'œuvres. En plus des paysages, portraits et autres peintures, dont certains à une échelle inhabituellement grande, il se forge une réputation d'illustrateur de livres.
Au milieu des années 1950, Minton se retrouve en désaccord avec la tendance abstraite qui devenait alors à la mode et se sent de plus en plus marginalisé. Il souffre de problèmes psychologiques et meurt en 1957 par suicide, au moyen de prise de somnifères.